# أميركا (رواية)
أميركا هي الرواية السادسة عشرة للروائي والصحافي اللبناني ربيع جابر. صدرت الرواية لأوّل مرة عام 2009 عن المركز الثقافي العربي ودار الآداب للنشر والتوزيع في لبنان. ودخلت في القائمة النهائية «القصيرة» للجائزة العالمية للرواية العربية لعام 2010، المعروفة باسم «جائزة بوكر العربية».

## حول الرواية
تستحضر رواية اللبناني «ربيع جابر» ملحمة هؤلاء الذين دفعهم الفقر وروح المغامرة إلى ترك سوريا الكبرى في السنّوات الأولى من القرن العشرين ليجرّبوا حظهم في أمريكا الناشئة، حاملين «الكشة» عبر السهول والجبال، يندمجين تدريجيا في نسيجها الاجتماعي ويشاركون في حروبها. يركّز السرد على سيرة «مارتا» التي تقرّر الذهاب وحدها إلى نيويورك من أجل العثور على زوجها بعدما انقطعت عنه الأخبار. تأتي الرواية تحيةً من الباقين إلى الذين رحلوا في أراضي المهجر، متخطين ما كانت ظروفهم تقدّره لهم من مصير، حتى يصنعوا هوياتهم الجديدة بأيديهم وعزيمتهم.